# ريو فرديناند
ريو غافن فرديناند (بالإنجليزية: Rio Gavin Ferdinand)‏، (مواليد 7 نوفمبر 1978)، هو لاعب كرة قدم إنجليزي معتزل. كان يلعب في مركز قلب الدفاع. ومثّل منتخب إنجلترا بين عامي 1997–2011 كما مثّل المنتخب في ثلاث كؤوس عالم. ويعتبره الكثيرون واحداً من أعظم اللاعبين في تاريخ إنجلترا، وهو واحد من أكثر لاعبي كرة القدم الإنجليزية حصولاً على الألقاب عبر التاريخ.

## مسيرته الكروية

### وست هام يونايتد
صقل موهبته الكروية مع عدة فرق للشباب, قبل أن يصبو به المطاف إلى نادي وست هام يونايتد حيث تمكن من الصعود من خلال الرتب الشبابية إلى الفريق الأول. في عام 1996 ظهر لأول مرة في الدوري الإنجليزي الممتاز في أول مباراة احترافية له. في الموسم التالي أصبح من معشوقي جمهور وست هام يونايتد, إذ تمكن من الحصول على جائزة «مطرقة السنة» لأفضل لاعب لنادي وست هام يونايتد للموسم. في عام 1997 حطم الرقم القياسي لأصغر مدافع يمثل المنتخب الإنجليزي في ذلك الوقت عندما شارك في أول مباراة دولية له ضد منتخب الكاميرون.

### ليدز يونايتد
كل تلك الإنجازات و مستقبله الكروي الواعد دفعت بنادي ليدز يونايتد لأن يتعاقد معه في صفقة قياسية حيث قد كلفت 28.38 مليون دولار أمريكي. بعد ذلك قضى موسمين في النادي, و أصبح كابتن النادي سنة 2001.
فرديناند استقر بشكل جيد، وأصبح جزءا لا يتجزأ من فريق ليدز الذي وصل إلى الدور نصف النهائي من دوري أبطال أوروبا، و أحرز هدفا من ضربة رأسية في الدور ربع النهائي ضد إسبانيا ديبورتيفو لا كورونيا.
وشملت أبرز أهدافه خلال فترة وجوده في ليدزأهداف ضد ليفربول على ملعب انفيلد و هدفا لابتون بارك.

### مانشستر يونايتد
بعد أدائه الممتاز للمنتخب الإنجليزي في كأس العالم يونيو 2002, انضم لنادي مانشستر يونايتد في يوليو 2002 في صفقة كلفت 47.29 مليون دولار أمريكي تقريبا, محطما الرقم القياسي لأغلى صفقة انتقال كروية للمرة الثانية. تكلل أول موسم له في النادي بنجاح حيث توج بلقب الدوري الإنجليزي الممتاز لأول مرة في مشواره. لم يشهد موسمه الثاني نفس النجاح إذ تم إيقافه في شهر يناير لسنة 2004 لمدة 8 أشهر بسبب تخلفه عن فحص منشطات عشوائي في بداية الموسم, رغم أنه خاضه لاحقه و تبين عدم تعاطيه لأي منشطات إطلاقا. نتيجة لذلك الإيقاف لم يتمكن ناديه من الاستعانة بخدماته في النصف الثاني من الموسم و كذلك لم يتمكن المنتخب الإنجليزي من استدعائه للمشاركة في بطولة أمم أوروبا في يونيو 2004 في البرتغال.
بعد انتهاء مدة إيقافه, استطاع أن يرسخ مكانه في قلب دفاع مانشستر يونايتد و أن يلفت الأنظار و الإعجاب بسبب أدائه المتميز, حيث اختير من ضمن تشكيلة أفضل فريق للسنة ثلاث مرات خلال 4 سنوات من قبل زملاءه في الاتحاد الإنجليزي لمحترفي كرة القدم. حقق العديد من الإنجازات مع ناديه لاحقا إذ استطاع مانشستر يونايتد أن يهيمن على لقب الدوري الإنجليزي لمدة ثلاث سنوات على التوالي (2007، 2008، 2009), و حقق كذلك الثنائية سنة 2008 حينما أحرز لقب دوري أبطال أوروبا بالإضافة إلى لقب الدوري. اختير في تشكيلة أفضل فريق في العالم لتلك السنة من قبل الاتحاد الدولي لمحترفي كرة القدم.
في 21 مايو 2008، كان فرديناند قائدا لمانشستر يونايتد للفوز في نهائي دوري أبطال أوروبا أمام تشيلسي. 
حمل الكأس مع ريان غيغز، حيث كان غيغز قائد الفريق الميداني لمعظم المباريات خلال هذا الموسم أثناء غياب غاري نيفيل بسبب الإصابة.
يوم 12 مايو عام 2013، سجل فرديناند الهدف الأخير في عهد السير أليكس فيرجسون في أولد ترافورد في الفوز 2-1 على سوانسي سيتي.

## مسيرته الدولية
لعب فرديناند 81 مباراة مع منتخب إنجلترا. كان فرديناند ضمن تشكيلة المنتخب في أربعة نهائيات كأس العالم (ولو من دون اللعب في عام 1998 واستبعاده عام 2010 بسبب الإصابة).
سجل فرديناند ثلاثة أهداف لمنتخب إنجلترا، الأول فيكأس العالم 2002 في مباراة الدور الثاني ضد الدنمارك. والثاني بعد أن تغلب على الحارس الروسي فياتشيسلاف مالافيف في تصفيات بطولة أمم أوروبا 2008 ضد روسيا في 12 سبتمبر 2007 في ملعب ويمبلي. الثالث في 11 نوفمبر عام 2008 في التصفيات المؤهلة لكأس العالم 2010 على أرضه أمام كازاخستان. فازت إنجلترا 5-1.
في 25 مارس 2008 أعلن أن فرديناند سيرتدي شارة الكابتن من قبل فابيو كابيلو في مبارته الثانية مع المنتخب الإنجليزي، متقدما على جون تيري وستيفن جيرارد وديفيد بيكهام. أعلن الاتحاد الإنجليزي في بيان أن قرار تسمية فرديناند قائدا كان جزءا من خطط كابيلو لتناوب شارة الكابتن قبل تسميته الكاتبن الرسمي في تصفيات كأس العالم في سبتمبر. في 19 أغسطس، ومع ذلك، فقد فرديناند شارة الكابتن إلى جون تيري.
يوم 5 فبراير 2010، تم أختيار فرديناند ليكون قائدا لإنجلترا بدلا من جون تيري.
على الرغم من أن اصابة الفخذ و مشاكل الظهر اضطرته إلى عدم المشاركة كثيرا موسم 2009–10، تم اختيار فرديناند كقائد لمنتخب إنجلترا في نهائيات كأس العالم 2010. ومع ذلك، تعرض لاصابة في اربطة الركبة خلال أول دورة تدريبية للفريق في جنوب أفريقيا يوم 4 يونيو و استبعد في وقت لاحق من البطولة.
في مايو عام 2013، أعلن فرديناند اعتزاله اللعب الدولي، قائلا «أنه الوقت المناسب لإفساح المجال للاعبين الشباب والتركيز على مهنة النادي».

## وصلات خارجية
- ريو فرديناند على موقع IMDb (الإنجليزية)
- ريو فرديناند على موقع إن إن دي بي (الإنجليزية)
- ريو فرديناند على موقع قاعدة بيانات الفيلم (الإنجليزية)
- الموقع الرسمي
- Rio Ferdinand Foundation official site
- Rio Ferdinand profile at the Football Association website
- ريو فرديناند على موقع الاتحاد الدولي (مؤرشف)  (الإنجليزية)
- ريو فرديناند على موقع الاتحاد الأوربي (الإنجليزية)
- ريو فرديناند على موقع قاعدة بيانات كرة القدم.إي يو (الإنجليزية)
- ريو فرديناند على موقع بيانات كرة القدم. دي إي (الألمانية)
- ريو فرديناند على موقع ناشيونال فوتبول تيمز (الإنجليزية)
- ريو فرديناند على موقع Soccerbase.com (لاعب) (الإنجليزية)
- ريو فرديناند على موقع Soccerway.com (الإنجليزية)
- ريو فرديناند على موقع عالم كرة القدم.نت (الإنجليزية)
- ريو فرديناند على موقع AS.com (الإسبانية)
- legal ruling in privacy case على موقع واي باك مشين (نسخة محفوظة 2012-05-28)